# Regla de la mà dreta

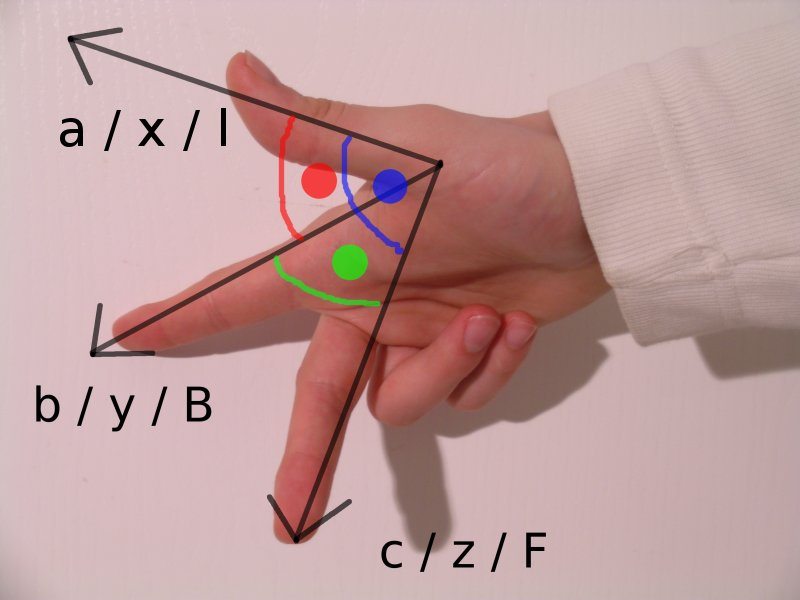
Determinació d'eixos i moviments vectorials mitjançant la regla de la mà dreta (primer ús)

La regla o llei de la mà dreta  és un mètode per determinar el sentit d'un vector i té com a base els plànols cartesians.
Va ser ideada pel seu ús en electromagnetisme pel físic britànic John Ambrose Fleming al segle xix.
A la pràctica s'empra de dues maneres: la primera principalment és per a determinar el sentit en moviments vectorials lineals, i la segona per a moviments rotacionals.

## Primer ús
En un producte vectorial ens dona el següent procediment per a l'elecció d'una de les dues possibles direccions.
{\displaystyle {\vec {a}}\times {\vec {b}}={\vec {c}}}
- Si el polze representa el vector a i l'índex representa el b, llavors el dit del mig dona el sentit de la direcció de c

Altres assignacions dels dits són possibles. Per exemple, el dit índex pot representar el primer vector del producte a i el dit mitjà el segon vector b, llavors el polze indica el producte c.

## Segon ús

Predicció de la direcció del camp (B), quan I segueix la direcció del polze (segon ús)

En la segona aplicació, atès que està més relacionada al moviment rotacional, el polze apunta a una direcció mentre els altres dits indiquen la rotació natural. Això significa, que si es posa la mà còmodament i el polze apunta cap amunt, llavors el moviment o rotació és mostrat en una forma contrària al moviment de les agulles del rellotge.